# Дібрівський гідрологічний заказник
Дібрі́вський зака́зник — гідрологічний заказник загальнодержавного значення в Україні. Розташований у межах Зарічненського району Рівненської області, на північний захід від села Дібрівськ (неподалік від села Вовчиці). 
Площа 881 га. Створений 1980 року. Перебуває у віданні Зарічненського лісгоспзагу. 
Заказник розташований у заплаві річки Стир. Охороняється територія з типовою для Полісся лучною і болотною рослинністю. Переважають заболочені ліси і лісові болота. У північній частині заказника зростає рідкісна темна береза — береза Котула. Вона трапляється по краях вільшаників та в сосновому лісі крушиново-чорницевому. Серед вільшняків росте висока рослина з білими зонтиковими суцвіттями — цикута (дуже отруйна) і розрив-трава зі світло-фовтими квітами. Трапляється росичка проміжна, занесена до Червоної книги України, а також рідкісний реліктовий вид — шейхцерія болотна. 
Окрасою заказника є два озера: Біле, площею 27 га, та Чорне — удвічі менше. Прозора, чиста вода Білого озера контрастує з коричневою від торфу водою озера Чорне. Озера і прилеглі території є місцем оселення водоплавних та болотних птахів. 